# Impious
Impious est un groupe suédois de thrash metal, originaire de Trollhättan, dans le comté de Västra Götaland. Le groupe ne semble plus donner signe d'activité depuis la sortie de son dernier album en date, Death Domination, en 2009.

## Histoire
En avril 1994, les adolescents Vladimir « Valle » Adzic (guitare), Martin Åkesson (chant, guitare) et Johan Lindstrandt (batterie) fondent le groupe Impious. Influencés par la scène Bay Area thrash metal des années 1980 et par la scène death metal suédoise originelle, les trois compères commencent à faire de la musique. En 1995, un bassiste, Robin Sörqvist, les rejoint. La même année, Impious enregistre sa première démo, Infernal Predomination. Johan Lindstrandt doit quitter le groupe peu de temps après, car il est appelé sous les drapeaux. La deuxième démo The Suffering sort avec le batteur de session Marco Tervonen (ex-The Crown) et sous la production d'Andy LaRocque (King Diamond). Ulf Johannsson a ensuite rejoint le groupe en tant que batteur permanent. Grâce à une cassette promotionnelle, le groupe obtient un contrat avec le label indépendant suédois Black Sun Records, et enregistre son premier album Evilized avec le producteur Tomas Skogsberg, qui sort le 6 juillet 1998.
Après une pause au cours de laquelle le groupe participe simplement à quelques albums hommage et enregistré une autre démo, l'album Terror Succeeds sort en 2000. Le line-up change quelque peu. Ainsi, depuis cet album, Martin Åkesson se concentre seul sur le chant, tandis que Robin Sörqvist passe de la basse à la guitare. Erik Peterson rejoint le groupe en tant que bassiste. Avant que le groupe n'entre en studio pour le successeur The Killer, Ulf Johannsson quitte le groupe. Il est remplacé par Mikael Norén, qui doit apprendre les rythmes de batterie déjà écrits pendant la courte période précédant le début de l'enregistrement. En 2002, l'album sort sur le label Hammerheart Records.
La même année, le groupe enregistre l'EP Deathsquad qui, outre la chanson titre de l'album The Killers, deux démos et un nouvel enregistrement, contient des reprises de Running Wild (Soldiers of Hell), Metallica (Trapped Under Ice) et Mötley Crüe (Live Wire). L'EP ne sort cependant qu'en 2003, au début de la tournée avec Necrophobic et Satariel. En octobre 2004, l'album Hellucinate sort sur Metal Blade Records. La tournée européenne qui suit a lieu en première partie d'Amon Amarth. La même année, la compilation Born to Suffer sort sur le successeur de Hammerheart, Karmageddon Media. L'album contient les premières démos d'Impious, ainsi que quelques reprises. En 2007, l'album suivant est Holy Murder Masquerade. En 2009, leur dernier album en date Death Domination est enregistré avec Johan Lindstrand (One Man Army and the Undead Quartet) et Andreas Nilsson (Hope Over Fear) en tant qu'invités,,. Le groupe ne semble plus donner signe d'activité depuis.

## Discographie

### Albums studio
- 1998 : Evilized (Black Sun Records)
- 2000 : Terror Succeeds (Black Sun Records)
- 2002 : The Killer (Hammerheart Records)
- 2004 : Hellucinate (Metal Blade Records)
- 2007 : Holy Murder Masquerade (Metal Blade Records)
- 2009 : Death Domination (Metal Blade Records)

### Démos
- 1995 : Infernal Predomination
- 1996 : The Suffering
- 1997 : Promo ’97
- 1999 : Promo ’99
- 2001 : Promo ’01

### Singles
- 2003 : Deathsquad (EP, Hammerheart Records)
- 2004 : Born to Suffer (compilation, Karmageddon Media)